# Somito
Os somitos são estruturas epiteliais transitórias que se formam nas primeiras etapas do desenvolvimento embrionário dos vertebrados. A sua formação cuidadosamente controlada no espaço e no tempo é fundamental para a correta formação da coluna vertebral, dos músculos esqueléticos do corpo e da organização segmentar do sistema nervoso periférico. Somito são corpos cubóides formados pela divisão da mesoderma paraxial que foi formada pela transição epitélio mesênquima realizada pelo epiblasto (posterior ectoderme).
Também denominada de metâmeros ou provértebras é um conjunto de massa mesodêrmica disposta de forma regular ao longo dos dois lados do tubo neural do embrião.
São blocos de células resultantes da segmentação da massa mesodermica dorsal,embora todos os somitos pareçam iguais,originam-se de diferentes estruturas nas diversas partes do organismo.

## Período Somítico
Formando-se aos pares, sua quantidade é um marcador importante para determinar a idade do embrião. Apresentam-se inicialmente na região occipital e a cada novo par de somitos, estes irão originar-se em direção céfalo caudal. As células dos somitos apresentarão diferenciações estruturais que determinarão sua função no embrião: Esclerótomo (originará as vértebras e costelas), o Miótomo (músculos) e Dermátomo (pele).